# Sent Pèire de Trevesi
Sent Pèire de Trevesi (en francès Saint-Pierre-de-Trivisy) és un municipi francès situat al departament del Tarn i a la regió d'Occitània.

## Demografia
| 1962                                       | 1968 | 1975 | 1982 | 1990 | 1999 | 2007 |
| ------------------------------------------ | ---- | ---- | ---- | ---- | ---- | ---- |
| 759                                        | 796  | 680  | 680  | 668  | 609  | 614  |
| Des de 1962: població sense dobles comptes |      |      |      |      |      |      |

## Administració
| Període   | Identitat         | Partit           |
| --------- | ----------------- | ---------------- |
| 1989-2001 | Phillippe Folliot | Divers droite    |
| 2001-     | Nelly Barthès     | Front d'Esquerra |